# Seznam chráněných území v okrese Pardubice
Toto je seznam chráněných území v okrese Pardubice aktuální k roku 2015, ve kterém jsou uvedena chráněná území v oblasti okresu Pardubice.
| Kód  | Obrázek                            | Typ | Název                   | Rozloha (ha) | Galerie Commons                                                    | Popis území | Souřadnice                       |
| ---- | ---------------------------------- | --- | ----------------------- | ------------ | ------------------------------------------------------------------ | --- | -------------------------------- |
| 1926 |                                    | PR  | Baroch                  | 31,39        | Kategorie „Baroch“ na Wikimedia Commons                            | Zazemněný rybník, přilehlé rákosiny, lesní a luční společenstva, ornitologická lokalita | 50°5′48″ s. š., 15°46′50″ v. d.  |
| 2408 |                                    | PR  | Bažantnice v Uhersku    | 20,51        | Kategorie „Bažantnice v Uhersku“ na Wikimedia Commons              | Hercynské dubohabřiny, lesák rumělkový a jeho biotop | 49°59′49″ s. š., 16°1′58″ v. d.  |
| 2419 | Bohdanečský rybník                 | NPR | Bohdanečský rybník      | 247,76       | Kategorie „Bohdanečský rybník“ na Wikimedia Commons                | Ornitologická lokalita, ve které se vyskytují hojně zejména bahňáci a další druhy vodních a mokřadních ptáků                                                                                      | 50°5′34″ s. š., 15°40′24″ v. d.  |
| 2423 |                                    | PP  | Boršov u Litětin        | 0,23         | Kategorie „Boršov u Litětin“ na Wikimedia Commons                  | Bohatá lokalita hořce hořepníku | 50°0′36″ s. š., 16°1′33″ v. d.   |
| 2441 | Buky u Vysokého Chvojna            | PR  | Buky u Vysokého Chvojna | 5,00         | Kategorie „Buky u Vysokého Chvojna“ na Wikimedia Commons           | Květnaté a acidofilní bučiny a páchník hnědý. | 50°8′13″ s. š., 15°59′27″ v. d.  |
| 5877 | Černý Nadýmač                      | PP  | Černý Nadýmač           | 26,55        | Kategorie „Černý Nadýmač“ na Wikimedia Commons                     | Puchýřka útlá, stanoviště polopřirozené eutrofní vodní nádrže a navazující mokřadní olšiny a vlhké acidofilní doubravy                                                                            | 50°4′25″ s. š., 15°34′55″ v. d.  |
| 679  | Duny u Sváravy                     | PR  | Duny u Sváravy          | 12,27        | Kategorie „Duny u Sváravy“ na Wikimedia Commons                    | Ochrana význačného geomorfologického prvku – neporušených písečných přesypů (se zbytky psamofilní flóry a fauny).                                                                                 | 50°3′14″ s. š., 15°23′35″ v. d.  |
| 720  |                                    | PP  | Hrozná                  | 3,12         | Kategorie „Hrozná“ na Wikimedia Commons                            | Mrtvé rameno Labe s břehovými porosty, významnými rostlinnými společenstvy a živočichy. | 50°8′16″ s. š., 15°48′23″ v. d.  |
| 1594 | Vstup do obory                     | PR  | Choltická obora         | 69,15        | Kategorie „Choltická obora“ na Wikimedia Commons                   | Přirozené lesní porosty parkového charakteru s monumentálními jedinci dřevin a s výskytem ohrožených druhů živočichů, zejména páchníka hnědého, saproxlických druhů hmyzu, kuňky obecné a dalších | 49°58′53″ s. š., 15°36′55″ v. d. |
| 5980 | Starý lom v PP Kunětická hora      | PP  | Kunětická hora          | 27,25        | Kategorie „Kunětická hora (natural monument)“ na Wikimedia Commons | Ochrana saproxylického hmyzu, zejména páchníka hnědého a řady dalších živočichů, potažmo rostlin vázaných na porosty starých doupných stromů, na skalní útvary, suché trávníky a staré sady       | 50°4′47″ s. š., 15°48′43″ v. d.  |
| 721  | Labiště pod Opočínkem              | PP  | Labiště pod Opočínkem   | 2,67         | Kategorie „Labiště pod Opočínkem“ na Wikimedia Commons             | Mrtvé labské rameno s významnými rostlinnými a živočišnými společenstvy | 50°2′27″ s. š., 15°38′40″ v. d.  |
| 678  | Labské rameno Votoka               | PP  | Labské rameno Votoka    | 4,98         | Kategorie „Labské rameno Votoka“ na Wikimedia Commons              | Ochrana význačného geomorfologického prvku; slepého ramene Labe s významnými rostlinnými společenstvy a živočichy.                                                                                | 50°2′9″ s. š., 15°30′37″ v. d.   |
| 2193 | Mazurovy chalupy                   | PR  | Mazurovy chalupy        | 11,62        | Kategorie „Mazurovy chalupy“ na Wikimedia Commons                  | Ochrana slatinných luk v lesním komplexu 1,5 km severně Hoděšovic. | 50°9′41″ s. š., 15°55′43″ v. d.  |
| 680  |                                    | PP  | Meandry Struhy          | 41,50        | Kategorie „Meandry Struhy NR“ na Wikimedia Commons                 | Přirozeně se vyvíjející potok Struha, jeho břehové porosty, lužní les a přilehlé louky, které představují část přirozené polabské krajiny.                                                        | 50°0′48″ s. š., 15°37′50″ v. d.  |
| 729  |                                    | PP  | Mělické labiště         | 2,66         | Kategorie „Mělické labiště“ na Wikimedia Commons                   | Mrtvé rameno Labe s významnými rostlinnými společenstvy a živočichy. | 50°2′2″ s. š., 15°37′41″ v. d.   |
| 5965 |                                    | PP  | Michnovka-Pravy         | 2,66         | Kategorie „Michnovka - Pravy“ na Wikimedia Commons                 | Dvě bezodtokové tůně s populacemi obojživelníků, zejména čolka velkého a dalších vzácných a ohrožených druhů                                                                                      | 50°8′10″ s. š., 15°36′45″ v. d.  |
| 256  |                                    | PR  | Na Hradech              | 9,52         | Kategorie „Na Hradech“ na Wikimedia Commons                        | Rybník s přilehlými loukami a opukové stráně se vzácnou květenou | 50°6′28″ s. š., 15°33′40″ v. d.  |
| 775  | Okraj oblasti na březích Chrudimky | PP  | Nemošická stráň         | 7,73         | Kategorie „Nemošická stráň“ na Wikimedia Commons                   | Terasa dolního toku Chrudimky porostlá dubohabřinou; paleontologické, zoologické a botanické naleziště                                                                                            | 50°0′56″ s. š., 15°48′39″ v. d.  |
| 725  | Pětinoha                           | PP  | Pětinoha                | 5,70         | Kategorie „Pětinoha“ na Wikimedia Commons                          | Rybník s rostlinnými společenstvy s výskytem vzácných druhů rostlin, např. hvězdošem ponořeným | 50°2′7″ s. š., 16°6′16″ v. d.    |
| 727  |                                    | PP  | Přesyp u Malolánského   | 2,65         | Kategorie „Přesyp u Malolánského“ na Wikimedia Commons             | Ochrana psamofilní flóry na písečném přesypu, zvláště ostřice pískomilné | 50°2′6″ s. š., 15°52′12″ v. d.   |
| 724  | Přesypy u Rokytna                  | PR  | Přesypy u Rokytna       | 7,19         | Kategorie „Přesypy u Rokytna“ na Wikimedia Commons                 | Nenarušené písečné přesypy se zbytky psamofilní vegetace a fauny. | 50°6′41″ s. š., 15°53′54″ v. d.  |
| 5876 | Přírodní památka Rybník Moře       | PP  | Rybník Moře             | 7,19         | Kategorie „Rybník Moře“ na Wikimedia Commons                       | Významný a pravidelný výskyt kuňky ohnivé. | 49°57′47″ s. š., 15°34′51″ v. d. |
| 681  | Semínský přesyp                    | NPP | Semínský přesyp         | 0,55         | Kategorie „Semínský přesyp“ na Wikimedia Commons                   | Zachování biotopu a populace kozince písečného ve společenstvech vyvinutých na vátých píscích. | 50°3′27″ s. š., 15°31′21″ v. d.  |
| 662  | Skalka u Sovolusk                  | PP  | Skalka u Sovolusk       | 0,74         | Kategorie „Skalka u Sovolusk“ na Wikimedia Commons                 | Kopcovitý útvar, utvořený ojedinělým sukem spilitové lávy a porostlý teplomilnou dubohabřinou | 49°58′18″ s. š., 15°32′44″ v. d. |
| 728  |                                    | PP  | Stráň u Trusnova        | 0,28         | Kategorie „Stráň u Trusnova“ na Wikimedia Commons                  | Lokalita ohrožené květeny | 49°59′39″ s. š., 16°2′28″ v. d.  |
| 722  |                                    | PP  | Tůň u Hrobic            | 2,59         | Kategorie „Tůň u Hrobic“ na Wikimedia Commons                      | Mrtvé rameno Labe s břehovými porosty, významnými rostlinnými společenstvy a živočichy | 50°6′54″ s. š., 15°47′53″ v. d.  |
| 467  | U parku                            | PR  | U parku                 | 4,43         | Kategorie „U parku (nature reserve)“ na Wikimedia Commons          | Opukové stráně pod chvojeneckým zámkem s významnou teplomilnou květenou | 50°6′33″ s. š., 15°58′59″ v. d.  |
| 6000 |                                    | PP  | U Pohránovského rybníka | 64,97        |                                                                    | Populace vzácných a ohrožených xylofágních druhů brouků, zejména lesáka rumělkového a dalších zvláště chráněných druhů živočichů vázaných na mokřadní společenstva                                | 50°4′16″ s. š., 15°44′50″ v. d.  |
| 5713 | Vesecký kopec                      | PP  | Vesecký kopec           | 0,6917       | Kategorie „Vesecký kopec“ na Wikimedia Commons                     | Zbytek písečného přesypu s výskytem vzácných společenstev pískomilné fauny a flóry | 50°2′43″ s. š., 15°51′13″ v. d.  |
| 1773 | Žernov                             | PR  | Žernov                  | 190,80       | Kategorie „Žernov“ na Wikimedia Commons                            | Zachování a ochrana krajinářsky a biologicky cenného území | 50°5′37″ s. š., 15°56′10″ v. d.  |

## Zrušená chráněná území
| Kód | Obrázek | Typ | Název    | Rozloha (ha) | Galerie Commons                                              | Popis území                                                    | Souřadnice                      |
| --- | ------- | --- | -------- | ------------ | ------------------------------------------------------------ | -------------------------------------------------------------- | ------------------------------- |
| 726 |         | PP  | Polabiny | 1,83         | Kategorie „Polabiny (přírodní památka)“ na Wikimedia Commons | Mrtvé rameno Labe se vzácnými společenstvy rostlin a živočichů | 50°8′10″ s. š., 15°48′54″ v. d. |